# شتيفان غيرتل
شتيفان غيرتل (بالألمانية: Stefan Gertel)‏ (مواليد 12 مايو 1960) هو ملاكم ألماني، مثّل بلاده في الألعاب الأولمبية الصيفية 1984.

## روابط خارجية
ستيفان غيرتل على موقع أوليمبيديا (الإنجليزية)